# Dżawadije-je Bugar
Dżawadije-je Bugar (perski: جواديه بوگر) – wieś w południowym Iranie, w ostanie Fars. W 2006 roku miejscowość liczyła 276 osób w 57 rodzinach.